# Estragon
Artemisia dracunculus
Espèce
Classification phylogénétique
L’Estragon, Artemisia dracunculus, est une espèce de plantes herbacées vivaces à feuilles semi-persistantes, de la famille des Astéracées (Composées) que l'on rencontre dans la plupart des pays d'Eurasie et d'Amérique du Nord. Cette plante à usage condimentaire est couramment cultivée pour ses feuilles parfumées. On l'utilise également pour ses propriétés médicinales.

## Étymologie et autres noms
La forme serpentine de la racine de l'estragon faisait croire aux herboristes qu'il pouvait guérir les morsures d'animaux venimeux, selon la théorie des signatures. De là est venu le terme grec drakon (dragon), l'arabe طرخون - ṭarẖūn (petit dragon) et le nom latin de l'espèce : dracunculus (petit dragon).
Noms communs : estragon, dragone, herbe dragon, serpentine, armoise âcre. 

## Description
Plante herbacée de 80 cm de hauteur environ, à nombreuses tiges très ramifiées, à feuilles étroites, pérenne par sa souche. Les feuilles, étroites, lisses et brillantes, de couleur vert foncé, disparaissent pendant l'hiver.
Fleurs jaune verdâtre, assez rares, généralement stériles.
L'estragon doit son odeur anisée à la présence d'estragol, un composé de la famille des phénylpropènes.

## Répartition
La plante est répandue dans une grande partie de l'Asie et de l'Amérique du Nord et elle a été introduite en Europe et en Alaska.
L'estragon est originaire d'Asie centrale et du sud de la Russie. Il a été introduit en Europe vers le XVIe siècle, vers 1548. Il est cité par Gerard dans son herbier en 1597.

## Horticulture

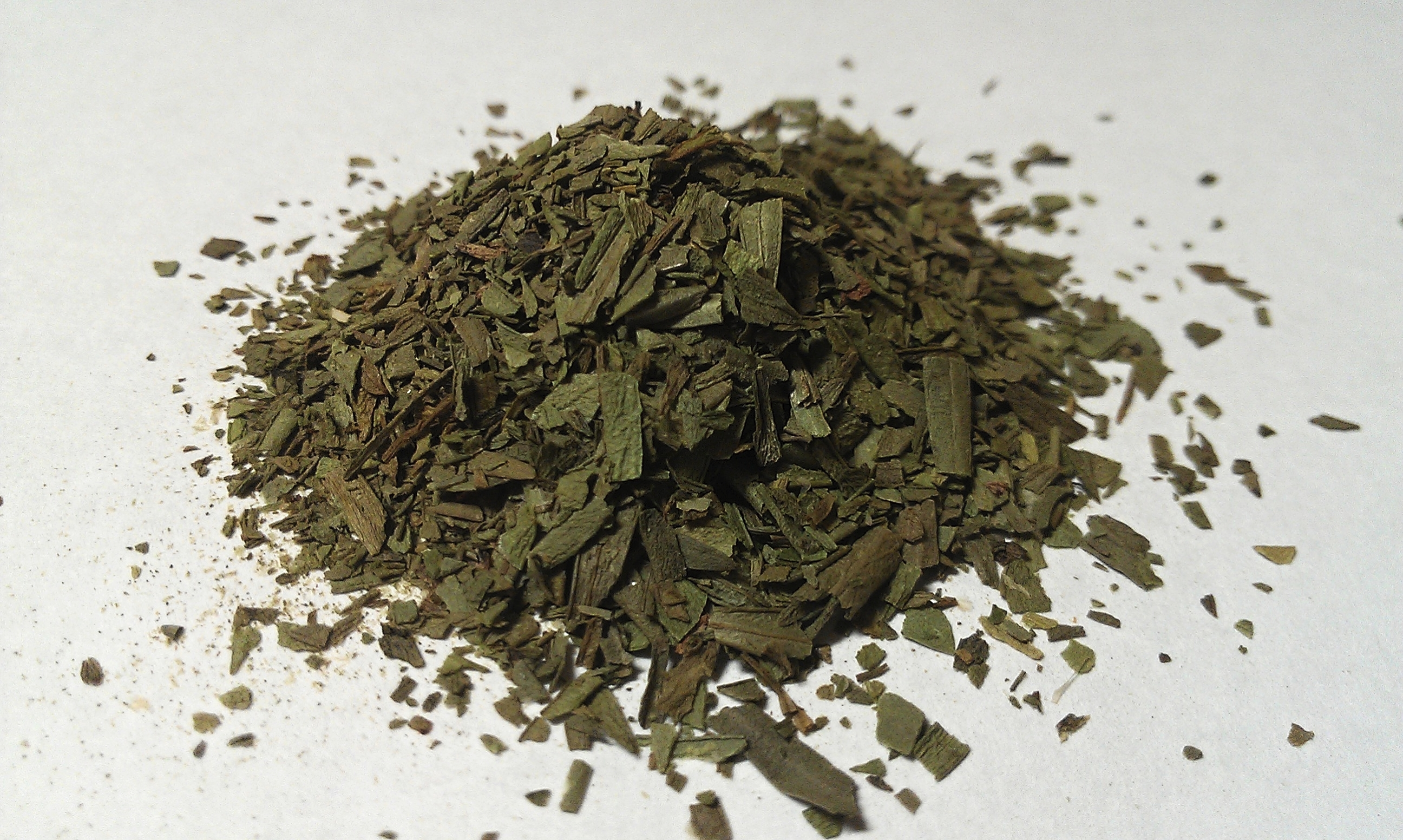
Épice à l'estragon (Artemisia dracunculus).

Multiplication par bouturage ou par marcottage en été (août), ou bien par division de touffes. Repiquer les plants au printemps, dans un sol frais et léger, riche en humus.
Récolte environ un an après plantation (de jeunes plants). Prélever les rameaux avant la floraison.
Les feuilles d'estragon se conservent après séchage à l'ombre, réduites en poudre, dans des boîtes hermétiques. Elles peuvent aussi être congelées.

### Variété
L'estragon de Russie, Artemisia dracunculus var. inodora ou  var. dracunculoides ayant moins de saveur, reste moins apprécié en cuisine. C'est une plante plus grande (jusqu'à 1,6 m), à fleurs fertiles, à feuilles  vert grisâtre, mates, et couvertes de poils. Il est plus facile à multiplier, car il produit des graines fertiles, couramment vendues dans le commerce pour des semis. À l'inverse, l'estragon utilisé comme aromatique en cuisine en Europe occidentale (Artemisia dracunculus var. sativa), produit très peu de fleurs, ses graines sont stériles et il ne se reproduit pratiquement que par bouturage. Pouvant être invasif, dracunculoides résiste bien mieux aux hivers rigoureux de Russie ou du Canada.

## Utilisation

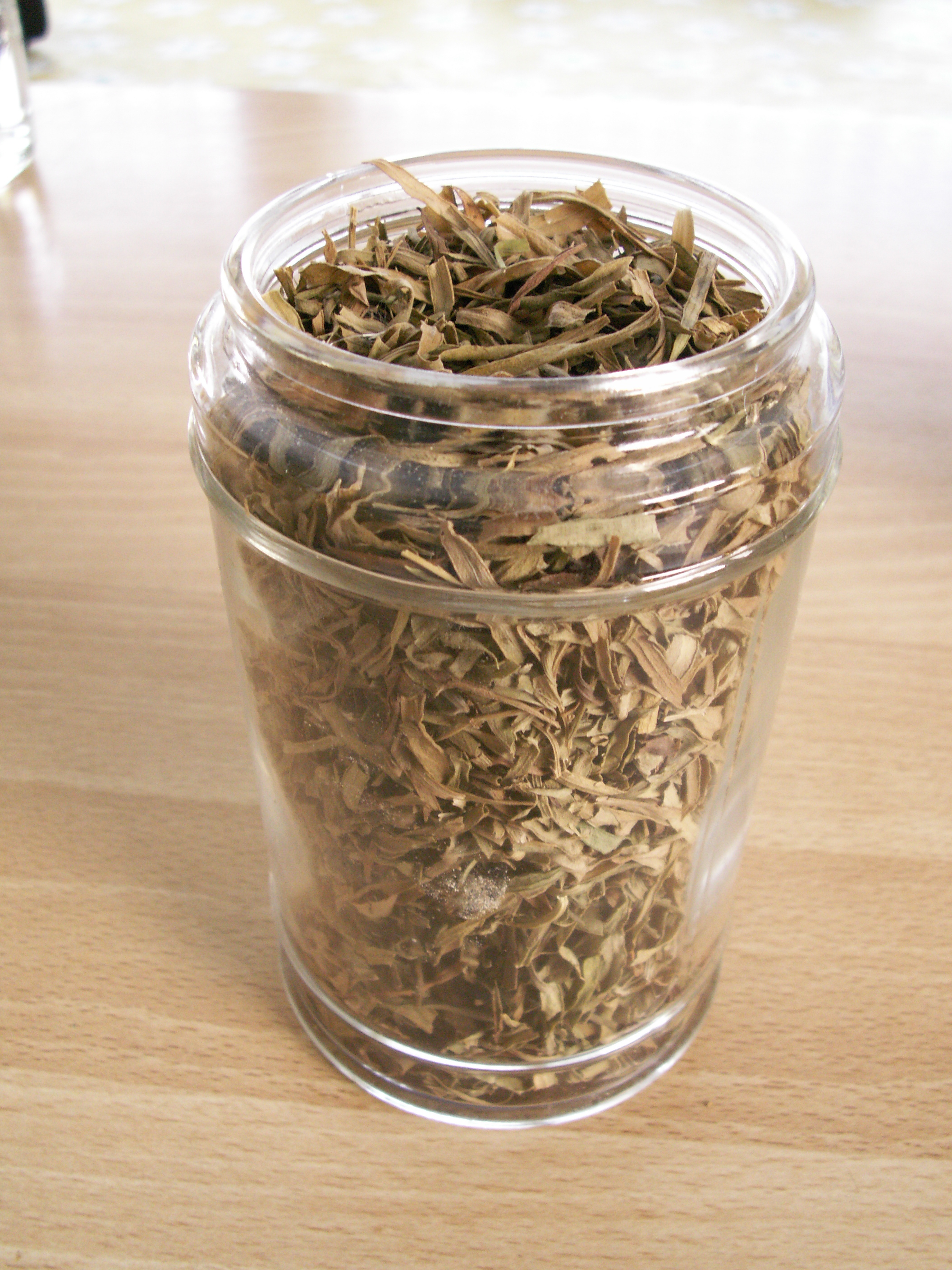
Feuilles d'estragon séchées.

### Alimentation
Les feuilles d'estragon sont utilisées, fraîches ou séchées ou en poudre pour aromatiser des plats (lasagne, crudités, sauces, poissons, les œufs en gelée…) ainsi que les conserves au vinaigre (cornichons, variantes) et le vinaigre lui-même, ainsi que la moutarde.
L'estragon fait partie des fines herbes. Il donne la saveur principale de la sauce béarnaise, de la sauce gribiche, de la sauce tartare ou de la sauce vénitienne. Il est employé dans certaines recettes de poulets et poissons. Au Proche-Orient, on ajoute de l'estragon frais au laban (yaourt local). Il est intégré également aux plats traditionnels orientaux tels que le joshpara et le kebbé nayé.
Les feuilles sont aussi utilisées pour l'élaboration d'une liqueur d'estragon, une spécialité provençale.
Le tarkhoun (soda sans alcool), est fait à base d'extraits d'estragon.

### Plante médicinale
Herbe aromatique et médicinale traditionnelle, l'estragon a révélé par la suite posséder des propriétés antioxydantes qui limitent les dommages causés par les radicaux libres dans l'organisme. Ses propriétés comme anti-allergène restent à quantifier.
En revanche, son action apaisante sur le système nerveux central préconisée en cas d'insomnie, d'anxiété ou de spasmophilie n'a pas été prouvée. Toutefois, des traces de deux benzodiazépines (délorazépam et témazépam) ont été trouvées dans les cellules cultivées de cette plante. Par ailleurs, son utilisation traditionnelle dans le traitement du diabète ne ferait qu'agir sur les symptômes et non sur la glycémie.
Cette plante contient des quantités non négligeables de vitamine K, les personnes prenant des médicaments anticoagulants doivent donc limiter sa consommation. C'est aussi une source intéressante de fer et de manganèse.
L'huile essentielle d'estragon est obtenue par distillation à la vapeur d'eau des feuilles. Il faut environ 100 kg de plantes séchées pour obtenir 1 kg d'huile essentielle.
Cette huile essentielle est dangereuse en cas d'usage abusif, connue pour ses propriétés abortives.
L'estragol, un composé de la famille des phénylpropènes, est cancérogène et tératogène chez la souris[réf. nécessaire].

## L'estragon dans l'art et la culture
L'estragon fait partie de la liste des plantes reprise dans le capitulaire De Villis (VIIIe siècle).
Estragon est un personnage d'une pièce de théâtre de Samuel Beckett : En attendant Godot.

### voir aussi
- poulet à l'estragon, estragol,